# 이사벨 아드리아니

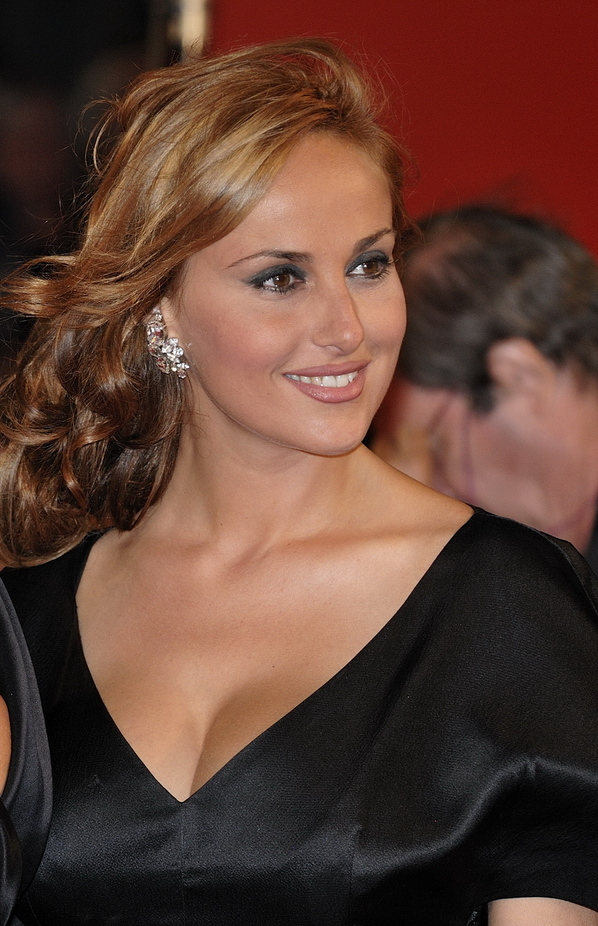

이사벨 아드리아니(Federica Federici, 1972년 6월 22일 ~ )는 이탈리아의 배우, 가수, 작가, 저널리스트, 연극 배우이다.
움베르티데에서 태어났다.

## 영화
- 영 메시아 (2016년)
- 리클레임 (2014년) - 에스메랄다 역
- 투와이스 본 (2012년) - 지오날리스타 역
- 이마투리 (2011년)
- 빅 하트 오브 걸즈 (2011년)
- 아모레 14 (2009년) - 앨리스의 어머니 역